# Linet Masai
Linet Masai (Kenia, 5 de diciembre de 1989) es una atleta keniana, especialista en la prueba de 10000 m, con la que llegó a ser campeona mundial en 2011.

## Carrera deportiva como corredora de 10000 metros
En los JJ. OO. de Pekín 2008 gana la medalla de bronce, por detrás de la etíope Tirunesh Dibaba y la estadounidense Shalane Flanagan.
Al año siguiente en el Mundial de Berlín 2009 gana la medalla de oro, y dos años más tarde en el Mundial de Daegu 2011 gana la medalla de bronce, con un tiempo de 30:53.59, tras sus compatriotas las atletas también kenianas Vivian Cheruiyot y Sally Kipyego.